# A Simpson család (2. évad)
A Simpson család 2. évadát 1990. október 11. és 1991. július 11. között sugározták a Fox csatornán. A műsor készítői Matt Groening, James L. Brooks, és Sam Simon.
Az évad eredetileg a "Három szemű halat - micsoda jó falat!" című résszel indult volna, de végül a "Bart megbukik" című résszel kezdődött, mert a karakter népszerűsége miatt a producerek egy Bart-központú epizóddal akarták az évadot indítani.

## Epizódok
| # | Bemutatás          | Prod. Kód | Cím                                               |
| --- | ------------------ | --------- | ------------------------------------------------- |
| 14–201 | 1990. október 11.  | 7F03      | Bart megbukik                                     |
| Bart-ot rossz iskolai teljesítménye miatt az a veszély fenyegeti, hogy megbukik |                    |           |                                                   |
| 15–202 | 1990. október 18.  | 7F02      | Simpson és Delilah                                |
| Homér egy új hajnövesztő szer kipróbálása után a figyelem középpontjába kerül. - Harvey Fierstein vendégszereplésével |                    |           |                                                   |
| 16–203 | 1990. október 25.  | 7F04      | A borzalmak Simpson-háza                          |
| Bart és Liza a hátsó udvarban lévő faházban rémisztgetik egymást. 1. Bad Dream House: A család egy elátkozott házba költözik, ahonnan Marge már rögtön elmenne. 2. Hungry are the Dumned: Űrlények rabolják el és etetik folyamatosan a családot, Lisa pedig azt gyanítja, hogy meg akarják enni őket. 3. The Raven: A holló című Edgar Allan Poe vers simpsonosított változata. - James Earl Jones vendégszereplésével |                    |           |                                                   |
| 17–204 | 1990. november 1.  | 7F01      | Három szemű halat - micsoda jó falat!             |
| Bart és Lisa háromszemű halat talált az atomerőmű melletti tóban, ezért vizsgálat indul az erőmű ellen. A vizsgálat szerint vagy felújítják a helyet, vagy bezárják, ám Burns más megoldáshoz folyamodik: indul a kormányzóválasztáson, hogy ő legyen az ügy illetékese. |                    |           |                                                   |
| 18–205 | 1990. november 8.  | 7F05      | Táncos Homer                                      |
| Homer ittasan táncol a helyi csapat baseball meccsén, ami annyira tetszik a közönségnek, hogy felveszik a csapat kabalájának. Később a Capital City Capitols szerződteti, ami miatt az egész család Capital City-be költözik. - Tom Poston és Tony Bennett vendégszereplésével |                    |           |                                                   |
| 19–206 | 1990. november 15. | 7F08      | Holt golfozók társasága                           |
| Egy Flandersnél tett látogatás után Homer megbotránkozik a család tökéletességén, ezért mindketten benevezik fiúkat a minigolf bajnokságra, hogy kiderüljön: ki a jobb. |                    |           |                                                   |
| 20–207 | 1990. november 22. | 7F07      | Bart és a hálaadás                                |
| Bart hálaadáskor tönkreteszi Lisa asztaldíszét, és mikor bocsánatkérést várnak tőle ő inkább fogja Kiskrampuszt és elszökik. |                    |           |                                                   |
| 21–208 | 1990. december 6.  | 7F06      | Bart, a kaszkadőr                                 |
| Lance Murdock, a híres kaszkadőr válik Bart példaképévé, aki hatására több dolgot is átugrat, majd végül a Springfield kanyonnal próbálkozik meg. |                    |           |                                                   |
| 22–209 | 1990. október 25.  | 7F09      | Marge kontra Frinci és Franci                     |
| Maggie kalapáccsal megsebesíti Homer-t, Marge pedig a Frinci és Franci rajzfilmet okolva tüntetésbe kezd, ami végül a sorozat átformálásához vezet. - Alex Rocco vendégszereplésével |                    |           |                                                   |
| 23–210 | 1991. január 10.   | 7F10      | Barton átgázolnak                                 |
| Mr. Burns elüti Bartot, aki szerencsésen megúszta, ám egy Lionel Hutz nevű ügyvéd hamis orvosi véleményt használva bíróságra viszi az ügyet. - Phil Hartman vendégszereplésével |                    |           |                                                   |
| 24–211 | 1991. január 24.   | 7F11      | Halni vagy nem hal-ni                             |
| Homer egy sushi étteremben véletlenül a lufihal mérgező részét is megeszi, így listába szedi azokat a dolgokat, amit utolsó óráiban meg kell tennie. - Larry King és George Takei vendégszereplésével |                    |           |                                                   |
| 25–212 | 1991. január 31.   | 7F12      | Ilyenek voltunk                                   |
| A család tévéje tönkremegy, így Homer és Marge elmesélik azt, hogy hogyan találkoztak. - Jon Lovitz vendégszereplésével |                    |           |                                                   |
| 26–213 | 1991. február 7.   | 7F13      | A Homér-Lisa meccs, avagy a nyolcadik parancsolat |
| Homer illegálisan bekötteti a kábeltévét, ám miután Lisa megtudja, hogy a "Ne lopj" a nyolcadik parancsolat, megpróbálja helyes útra téríteni az apját. - Phil Hartman vendégszereplésével |                    |           |                                                   |
| 27–214 | 1991. február 14.  | 7F15      | Csábít az igazgató                                |
| Homer és Marge randevút intéz Marge nővéreinek: Patty Sintér igazgatóval jön össze, míg Selma Barney-nál próbálkozik. Eközben Bart kihasználja, hogy Sintér egyre kevesebbet foglalkozik az iskolai teendőivel. |                    |           |                                                   |
| 28–215 | 1991. február 21.  | 7F16      | Hol lakozol, ó, fivérem?                          |
| Sok év után kiderül, hogy Homer-nak van egy féltestvére, aki ráadásul a detroiti Powell Motors tulajdonosa. A féltestvér elhívja magához a családot, ahol Homer megpróbál autót tervezni átlagembereknek. - Danny DeVito vendégszereplésével |                    |           |                                                   |
| 29–216 | 1991. március 7.   | 7F14      | Neveletlen dög                                    |
| Kiskrampusz borzasztóan viselkedik, ezért a család kutyaiskolába küldi, amit vagy elvégez, vagy örökre búcsút vesznek tőle. - Tracey Ullman vendégszereplésével |                    |           |                                                   |
| 30–217 | 1991. március 28.  | 7F17      | Ópénz                                             |
| Homer apja megismerkedik a nyugdíjas otthonban egy nővel, akibe beleszeret, ám egy szafariról való visszatérés után elhuny. A maradék pénzét a nagyapára hagyta, aki a lehető legjobb módon akarja felhasználni azt. - Audrey Meadows és Phil Hartman vendégszereplésével |                    |           |                                                   |
| 31–218 | 1991. április 11.  | 7F18      | Csak egy ecsetvonás                               |
| Homer fogyókúra közben megtalálja Marge régi festményeit, aki Lisa biztatására újra festeni kezd. A képeit díjat nyernek, majd pedig Mr. Burns szeretné, ha festene róla egy portrét. - Ringo Starr és Jon Lovitz vendégszereplésével |                    |           |                                                   |
| 32–219 | 1991. április 25.  | 7F19      | A helyettes tanár                                 |
| Lisa tanára, Ms. Hoover kórházba kerül, az őt helyettesítő Mr. Bergstrom pedig azonnal belelopja magát Lisa szívébe. Eközben Bart és Martin az osztályelnökségért küzd. - Dustin Hoffman vendégszereplésével |                    |           |                                                   |
| 33–220 | 1991. május 2.     | 7F20      | Egy hétvége a házasságért                         |
| Homer többször is megszégyeníti Marge-ot, ezért elviszi őt Lovejoy tiszteletes házassági tanácsadására. Ám Homer elszökik hétvégén horgászni, közben a gyerekekre a nagyapja vigyáz. |                    |           |                                                   |
| 34–221 | 1991. május 9.     | 7F21      | Három férfi, egy képregény                        |
| Bartnak még munkavállalással sem lett elég pénze a Radioaktív ember első számához, ezért Millhouse-zal és Martinnal közösen veszik meg, csakhogy nem tudják eldönteni melyikük vigye először haza. - Cloris Leachman és Daniel Stern vendégszereplésével |                    |           |                                                   |
| 35–222 | 1991. július 11.   | 7F22      | Vérbosszú                                         |
| Mr. Burns-nak vértranszfúzióra van szüksége, és Bart pont azonos vércsoportú vele, ezért Homer jutalom reményében segít neki. Ám Burns felépülése után csak egy köszönőkártyát küld, ezért Homer gyűlölködő levelet küld neki. |                    |           |                                                   |

## DVD kiadás
| A teljes második évad | | | |
| Készlet adatok | Készlet adatok | Készlet adatok | Extrák |
| - 22 epizód - 4-lemezes készlet - 1.33:1 képarány - Nyelvek: - Angol (Dolby Digital 5.1, felirattal) - Kanadai francia (Dolby Digital 2.0 Surround) - Latin spanyol (Dolby Digital 2.0 Surround, felirattal) | - 22 epizód - 4-lemezes készlet - 1.33:1 képarány - Nyelvek: - Angol (Dolby Digital 5.1, felirattal) - Kanadai francia (Dolby Digital 2.0 Surround) - Latin spanyol (Dolby Digital 2.0 Surround, felirattal) | - 22 epizód - 4-lemezes készlet - 1.33:1 képarány - Nyelvek: - Angol (Dolby Digital 5.1, felirattal) - Kanadai francia (Dolby Digital 2.0 Surround) - Latin spanyol (Dolby Digital 2.0 Surround, felirattal) | - Választható kommentár az összes epizódhoz - Korai interjú James L. Brooks-szal és Matt Groeninggel - Bart az Americain Music Awards-on, kommentárral. - A Simpson család bemutatkozása az Emmy-díjátadón. - "Do the Bartman" zenei klip, rendezői változat, kommentárral - "Deep, Deep Trouble" zenei klip, kommentárral - Kisfilm: "Az epizódok alkotása" - Idegen nyelvű klipek - Butterfinger reklámok - Galéria (Barbara Bush levele, animációs képek, magazin címlapok) - Korai vázlatok |
| Kiadási adatok | | | - Választható kommentár az összes epizódhoz - Korai interjú James L. Brooks-szal és Matt Groeninggel - Bart az Americain Music Awards-on, kommentárral. - A Simpson család bemutatkozása az Emmy-díjátadón. - "Do the Bartman" zenei klip, rendezői változat, kommentárral - "Deep, Deep Trouble" zenei klip, kommentárral - Kisfilm: "Az epizódok alkotása" - Idegen nyelvű klipek - Butterfinger reklámok - Galéria (Barbara Bush levele, animációs képek, magazin címlapok) - Korai vázlatok |
| 1-es régió | 2-es régió | 4-es régió | - Választható kommentár az összes epizódhoz - Korai interjú James L. Brooks-szal és Matt Groeninggel - Bart az Americain Music Awards-on, kommentárral. - A Simpson család bemutatkozása az Emmy-díjátadón. - "Do the Bartman" zenei klip, rendezői változat, kommentárral - "Deep, Deep Trouble" zenei klip, kommentárral - Kisfilm: "Az epizódok alkotása" - Idegen nyelvű klipek - Butterfinger reklámok - Galéria (Barbara Bush levele, animációs képek, magazin címlapok) - Korai vázlatok |
| 2002. augusztus 6. | 2002. július 8. | 2002. szeptember | - Választható kommentár az összes epizódhoz - Korai interjú James L. Brooks-szal és Matt Groeninggel - Bart az Americain Music Awards-on, kommentárral. - A Simpson család bemutatkozása az Emmy-díjátadón. - "Do the Bartman" zenei klip, rendezői változat, kommentárral - "Deep, Deep Trouble" zenei klip, kommentárral - Kisfilm: "Az epizódok alkotása" - Idegen nyelvű klipek - Butterfinger reklámok - Galéria (Barbara Bush levele, animációs képek, magazin címlapok) - Korai vázlatok |

## Fordítás
Ez a szócikk részben vagy egészben  a   The Simpsons (season 2) című angol Wikipédia-szócikk fordításán alapul.  Az eredeti cikk szerkesztőit annak laptörténete sorolja fel. Ez a jelzés csupán a megfogalmazás eredetét és a szerzői jogokat jelzi, nem szolgál a cikkben szereplő információk forrásmegjelöléseként.